# Vremja i Steklo
Vremja i Steklo (Russisch: Время и Стекло, vertaald: Tijd en Glas), ook wel internationaal Time & Glass, is een Oekraïens popduo bestaande uit Nadia Dorofejeva en Oleksij Zavgorodnij. 

## Geschiedenis
Vremja i Steklo werd in 2010 opgericht door de Oekraïense zanger en producer Potap. Zavgorodnij werkte al een langere tijd samen met Potap en zijn label MOZGI Entertainment en werd uitgenodigd door hem om samen met een zangeres een nieuw popduo te vormen. Via een casting werd Nadia Dorofejeva gekozen als de andere helft van het duo.
In november 2010 bracht het duo haar debuutsingle Tak bypala Karta (Russisch:Так выпала Карта) uit. De eerste singles van de twee waren vooral in Oekraïne succesvol en belandden hoog in de hitlijsten.
In februari 2015 bracht het duo de single Imia 505 (Russisch: Имия 505) uit. Het was de eerste keer dat een single van Vrmeja i Steklo in de hitlijsten in Rusland terechtkwam. Naast de single was er ook een videoclip die in april 2015 uitkwam. De clip ging een paar maanden na verschijning viral. Anno november 2016 was de clip meer dan 120 miljoen keer bekeken.  Ook de clips van de volgende single Pesnja 404 (Russisch: Песня 404) en het in 2013 uitgebrachte #kAroche (Russisch: #кАроче) zijn meer dan dertig miljoen keer bekeken.
In 2016 bracht het duo de single Navernopotomoechto (Russisch: Навернопотомучто) uit, wat een nummer 1-hit werd in Oekraïne.

## Discografie

### Albums
- 2014 - Vremja i Steklo
- 2015 - Gloeboki Dom

### Singles
- 2010 - Tak bypala Karta
- 2011 - Ljoebvi Tochka Njet
- 2011 - Skachat beslatno
- 2011 - Serebrjanoe more
- 2011 - Kafel
- 2012 - Garmosjka
- 2012 - Sleza (met Potap)
- 2013 - #kAroche
- 2013 - Potantsoej so mnoj
- 2014 - Zaberi
- 2015 - Imia 505
- 2015 - Pesnja 404
- 2016 - Navernopotomoechto
- 2016 - Na stile
- 2017 - Back2Leto
- 2017 - Troll